# Lacandonia
Lacandonia  es un género de angiospermas perteneciente a la familia Triuridaceae. Hasta hace poco, comprendía una sola especie originaria de México y endémica de la Selva Lacandona en el estado mexicano de Chiapas:  Lacandonia schismatica. Sin embargo, se identificó en un fragmento de selva de la Mata Atlántica en el noreste de Brasil, una planta muy similar del mismo género;  Lacandonia brasiliana.

## Descripción

### Características
Lacandonia schismatica es una monocotiledónea hermafrodita que posee una inversión en la posición de los órganos sexuales, presentando un androceo central conformado por tres y ocasionalmente cuatro estambres con anteras biloculares de dehiscencia introrsa, que se desarrollan al centro de la flor.  Este arreglo de los órganos sexuales no se ha observado en ninguna otra angiosperma, del aproximadamente cuarto de millón de especies de plantas con flor descrita, por lo que representa una autopomorfía para el clado de las angiospermas.
En el meristemo floral, el androceo está rodeado por el gineceo, formado por 60-80 carpelos apocárpicos. Cada carpelo presenta un óvulo basal, bitégmico, sésil y anátropo. Las flores de L. schismatica se disponen en una inflorescencia racemosa. Esta especie y la familia a la que pertenece son de hábito micoheterotrófico.

En el meristemo floral, el androceo está rodeado por el gineceo, formado por 60-80 carpelos apocárpicos. Cada carpelo presenta un óvulo basal, bitégmico, sésil y anátropo. Las flores de L. schismatica se disponen en una inflorescencia racemosa. Esta especie y la familia a la que pertenece son de hábito micoheterotrófico.

### Reproducción
Las flores de Lacandonia schismatica son un caso único no solo en su estructura; también lo son en cuanto a su forma de fecundación. Estas flores sufren un proceso de fertilización denominado cleistogamia; esto significa que las flores de L. schismatica se autofecundan antes de abrirse.

### Predisposición a la homeósis
L. schismatica crece en las proximidades de la triuridácea  Triuris brevistylis, especie que crece en altitudes mayores y que se extiende a otras áreas neotropicales que incluyen los bosques de Guatemala. Dada la proximidad geográfica de ambas especies, así como similitudes en el hábito micoheterotrófico, la morfología (tamaño pequeño, desarrollo como inflorescencia racemosa monopodial, flores reducidas actinomórficas, fruto tipo aquenio, vasculatura floral extremadamente reducida, tépalos conados en sus bases, presencia de carpelos apocárpicos, etc.) y de desarrollo (primordio compuesto, desarrollo de las flores de la inflorescencia en sentido contrario a las manecillas del reloj, desarrollo del primordio del carpelo centrífugamente a partir del primordio compuesto, etc.), ambas especies fueron consideradas especies cercanamente emparentadas.
Aunque L. schismatica es hermafrodita con androceo central y T. brevistylis es dioica, en esta segunda especie se han documentado unos pocos individuos con flores hermafroditas heterotópicas. En el caso de T. brevistylis, se identificó que el 0.5% de flores eran bisexuales, mientras que para L. schismatica el 2% de las inflorescencias estudiadas presentaron flores unisexuales, de ambos sexos, y se documentaron flores bisexuales con diferencias en el número de órganos reproductivos pero no flores con estambres externos a los carpelos. Además, las formas florales encontradas para ambas especies no se pudieron acomodar en una serie de variación floral continua que permitiera recrear el paso de unisexualidad a bisexualidad. Lo anterior sugiere que la flor heterotópica de L. schismatica es producto de un evento saltacional, que su fenotipo es discreto y que está controlado por una o pocas mutaciones mientras que los módulos genéticos que gobiernan las estructuras sexuales masculinas y femeninas son independientes. Además, estos datos sugerían que el mecanismo genético que es posiblemente responsable de la transformación homeótica de los órganos reproductivos en ambas especies, debió originarse al menos antes de que estos dos taxones divergieran, teniendo el ancestro común una predisposición a la homeósis.